# Estádio Bloomfield
O Estádio Bloomfield é um estádio localizado em Tel Aviv, na Israel, possui capacidade total para 29.400 pessoas, é a casa dos times de futebol Hapoel Tel Aviv, Maccabi Tel Aviv e Bnei Yehuda, foi inaugurado em 1962, o nome é em homenagem aos irmãos Bernard e Louis Bloomfield.